# ISS-Expedition 13
ISS-Expedition 13 ist die Missionsbezeichnung für die 13. Langzeitbesatzung der Internationalen Raumstation (ISS). Die Mannschaft lebte und arbeitete zwischen dem 1. April 2006 und dem 28. September 2006 an Bord der ISS.

## Mannschaft
- Pawel Wladimirowitsch Winogradow (2. Raumflug), Kommandant (Roskosmos/Russland)
- Jeffrey Williams (2. Raumflug), Bordingenieur (NASA/USA)
- ab Juli 2006 Thomas Reiter (2. Raumflug), Bordingenieur (ESA/Deutschland)

### Ersatzmannschaft
- Fjodor Nikolajewitsch Jurtschichin, Kommandant (Roskosmos/Russland)
- Michael Fincke, Bordingenieur (NASA/USA)
- Léopold Eyharts, Bordingenieur (ESA/Frankreich)

## Missionsbeschreibung

### Arbeit der Crew an Bord

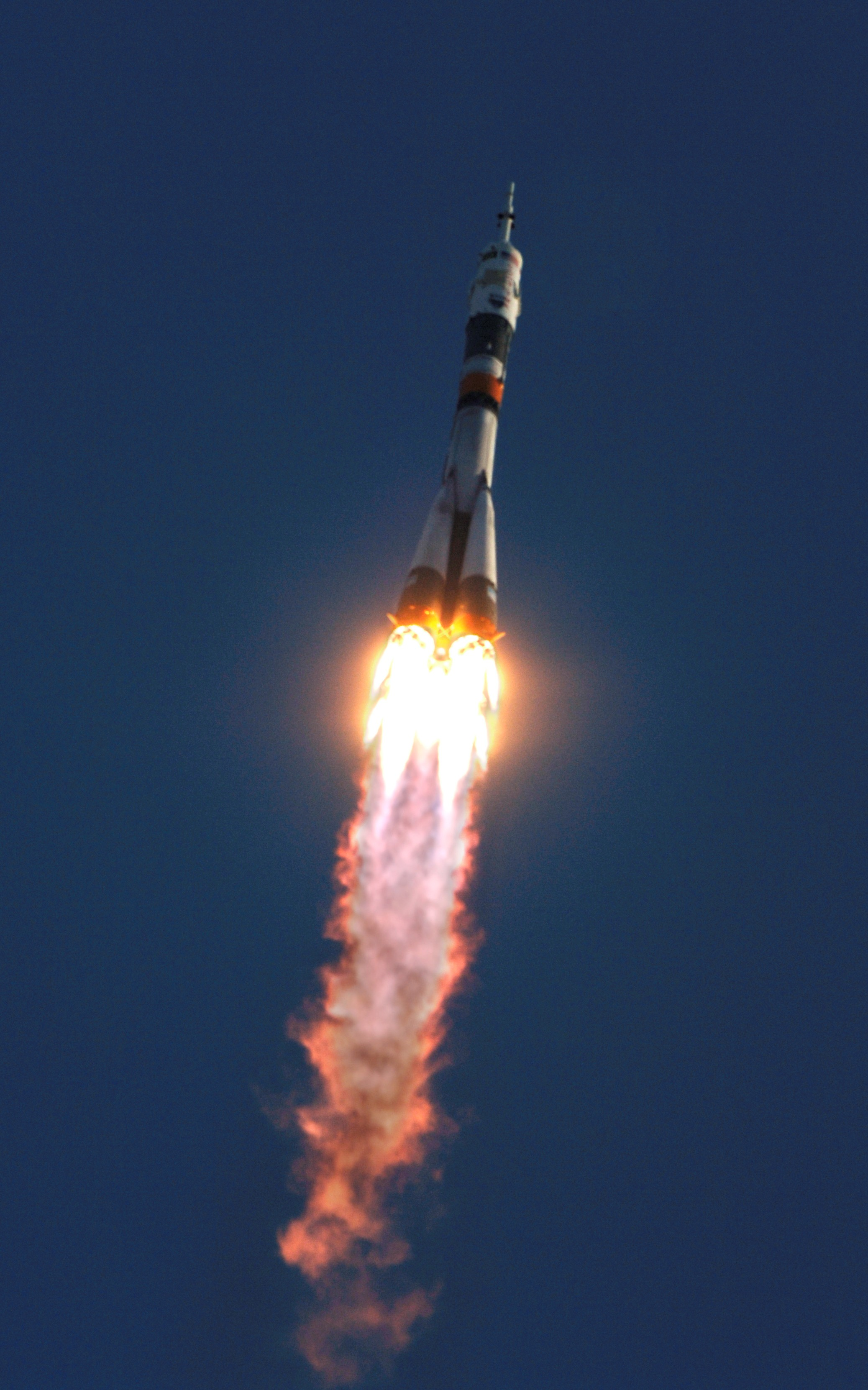
Start der Expedition 13 mit einer russischen Sojus-Rakete

Der russische Kommandant Pawel Winogradow und der amerikanische Bordingenieur Jeffrey Williams starteten am 30. März 2006 zusammen mit dem brasilianischen Gastraumfahrer Marcos Pontes mit dem Raumschiff Sojus TMA-8. Zwei Tage später erfolgte im automatischen Modus das Andocken am Sarja-Modul der Internationalen Raumstation (ISS).
Die Rückkehr der 12. Langzeitbesatzung, gemeinsam mit Besucherkosmonaut Pontes, fand am 8. April mit dem Raumschiff Sojus TMA-7 statt. Damit hatte die Expedition 13 das Kommando über die Raumstation übernommen.
Ursprünglich hatte die NASA geplant, William S. McArthur mit dem Space Shuttle zurückzubringen, musste dies aber aufgrund von Problemen und Startverschiebungen der Orbiter-Flotte aufgeben. Zudem war vorgesehen, den ursprünglich ebenfalls zur Expedition 13 gehörenden deutschen ESA-Astronauten Thomas Reiter mit der Shuttle-Mission STS-121 im Herbst 2005 zur Station zu bringen. Aus technischen Gründen musste STS-121 auf den Sommer des folgenden Jahres verschoben werden, so dass Reiter erst am 6. Juli 2006 als drittes Mitglied der ISS-Expedition 13 auf der ISS eintraf. Damit hatte die Station zum ersten Mal seit 2003 wieder eine dreiköpfige Langzeitbesatzung.
Nach einer kurzen Zeit der Anpassung an den Weltraum und dem Eingewöhnen, waren die ersten Wochen Experimenten mit Flüssigkeiten gewidmet. Dabei ging es um den Kapillareffekt und das Gefrieren von Flüssigkeiten in der Schwerelosigkeit. Ende April 2006 traf dann das erste Versorgungsraumschiff (Progress M-56) an der Station ein und brachte 2,3 Tonnen Ausrüstung, Atemluft, Wasser und Nahrung.
Ein weiteres Experiment, das Mitte Mai durchgeführt wurde, war SPHERES (Synchronized Position Hold, Engage, Reorient, Experimental Satellites). Dabei handelt es sich um einen Kleinstsatelliten mit einem Durchmesser von 20 Zentimetern, der innerhalb der Station ausgesetzt und von Jeff Williams per Funk gesteuert wurde. SPHERES konnte aber auch autonome Manöver durchführen. Der Satellit dient zum Test neuer Technologien, die bei Missionen mit mehreren Satelliten im Formationsflug angewendet werden können.
Parallel dazu liefen die intensiven Vorbereitungen für den ersten Außenbordeinsatz. Dieser fand in der Nacht vom 1. auf den 2. Juni unter der Leitung von Kosmonaut Winogradow und deshalb auch in russischen Orlan-Raumanzügen statt. Die Raumfahrer stiegen um 22:48 UTC aus dem russischen Pirs-Modul aus. Bei dem Außenbordeinsatz wurde eine Düse ersetzt, die den vom „Elektron“-Sauerstoffsystem im Swesda-Modul produzierten Wasserstoff in den Weltraum abgibt. Außerdem wurden mehrere außen an der Station angebrachte Experimente eingesammelt und eine defekte Kamera am Mobile Base System ersetzt. Sämtliche Aufgaben wurden bei dem 6 Stunden und 31 Minuten dauernden Ausstieg erfüllt.
Das reparierte Elektron-System wurde einige Tage nach dem Außenbordeinsatz zunächst wieder in Betrieb genommen, schaltete sich jedoch nach nur sieben Stunden wegen eines Fehlers in der Stromversorgung aus. Für die Besatzung stellte das jedoch keine Gefahr dar, weil der Sauerstoff auch direkt aus den Progress-Vorräten bezogen werden kann. Das Problem mit der Stromversorgung konnte am 11. Juni endgültig gelöst werden. Seither funktioniert Elektron wieder normal.
Am 6. Juli wurde die ISS-Besatzung um ein Besatzungsmitglied aufgestockt, als der Deutsche Thomas Reiter mit der US-Raumfähre Discovery an der Station festmachte. Als um 16.30 UTC die Luken geöffnet wurden, war es für Winogradow und Williams der erste Besuch seit sie die Station übernahmen. Während die übrigen sechs Shuttle-Astronauten nach wenigen Tagen wieder zur Erde zurückkehrten, bleibt Reiter etwa ein halbes Jahr an Bord.

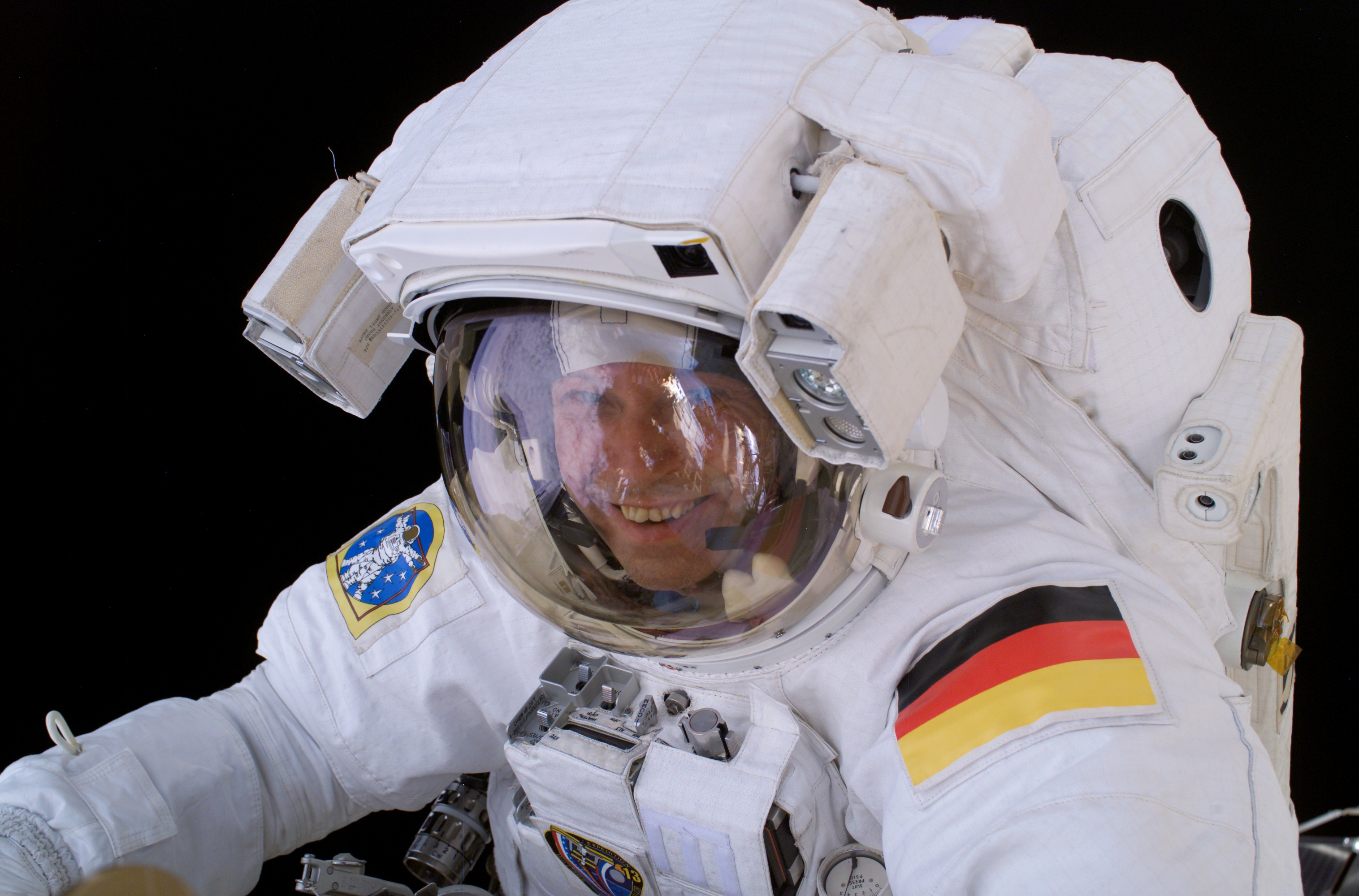
Thomas Reiter während des Weltraumausstiegs

Am 3. August stand ein weiterer Außenbordeinsatz auf dem Programm. Diesmal verließen Thomas Reiter und Jeff Williams die Station in amerikanischen Raumanzügen. Die EVA begann um 14:04 UTC – neun Minuten später als vorgesehen, weil die Ausstiegsluke der Luftschleuse Quest klemmte. Während des fast sechsstündigen Ausstiegs führten die beiden Raumfahrer Arbeiten zur Wartung der Station durch. Zuerst installierten sie mit der FPMU (Floating Potential Measurement Unit) ein Gerät zur Messung der elektrischen Ladung an der Station. Dann montierten sie zwei MISSE-Behälter, mit denen die Wirkungen des Weltraums auf Werkstoffe getestet werden. Später brachte Williams eine Flutlichtanlage zur Unterstützung künftiger Ausstiege an, während Reiter eine Infrarotkamera testete, die zum Erkennen von Schäden an Hitzeschutzkacheln des Shuttles verwendet werden soll. Schließlich tauschten sie noch eine defekte GPS-Antenne aus. Der Ausstieg war der 69., der dem Aufbau oder der Wartung der Raumstation gewidmet war.
Einen Tag nachdem sich die STS-115-Raumfähre Atlantis von der Raumstation getrennt hatte, kam es am 18. September an Bord der ISS zu einem Zwischenfall: Der Sauerstoffgenerator „Elektron“ erhitzte sich zu stark und Dichtungswandungen verschmorten. Dadurch trat aus dem Gerät etwas Kalilauge aus, die einen merkwürdigen Geruch verbreitete, wodurch die drei Raumfahrer alarmiert wurden. Thomas Reiter und seine zwei Mitbewohner legten Schutzmasken und -handschuhe an und machten sich an die Reparatur der sauerstoffproduzierenden Einheit. Bereits nach kurzer Zeit konnte die Mannschaft Entwarnung geben. Die NASA erklärte, dass das Leben der Astronauten zu keinem Zeitpunkt in Gefahr gewesen sei. Reiter sagte in einem Interview wenige Tage später, dass es zwar ein bisschen stark gerochen habe, dass die Aufregung jedoch geringer gewesen sei, als dies vielleicht von der Erde aus den Anschein gehabt habe.
Nach 180 Tagen an Bord der ISS kehrten Winogradow und Williams am 29. September 2006 zur Erde zurück. Thomas Reiter blieb als Mitglied der ISS-Expedition 14 weitere drei Monate auf der Raumstation und folgte mit STS-116 am 22. Dezember 2006.

### Versorgung und Besuche
Nach dem Besuch von STS-121 im Juli 2006 erreichte nur zwei Monate später mit STS-115 ein weiterer Space-Shuttle-Flug die Raumstation. An Bord befand sich das P3/P4-Element, das aus einer Gitterstruktur und einem Solarmodul besteht. Mit drei Außenbordarbeiten von zusammen 20 Stunden wurde das neue Segment montiert und damit erstmals nach vier Jahren Unterbrechung die ISS erweitert.
Zudem wurde die Besatzung zweimal von Progress-Raumschiffen mit neuen Vorräten versorgt, einmal im April und ein weiteres Mal im Juni. Diese Raumschiffe bleiben bis zum Ende von Expedition 13 an der Station angedockt.

## Missionsemblem

Bis Juli 2006: zwei Namen, zwei Staaten
Ab Juli 2006: drei Namen, drei Staaten

Das Missionsemblem der Expedition 13 zeigt die ISS vor dem Hintergrund der Erde. Außerdem sind der Mond und der Planet Mars abgebildet, um zu zeigen, dass die ISS auch für die Weltraumforschung jenseits der Erdumlaufbahn eine große Rolle spielt.
Es gibt zwei Versionen des Missionsemblems, auf der zwei bzw. alle drei Expeditionsteilnehmer erwähnt werden. Die erste Version enthält nur die Namen von Winogradow und Williams sowie die Nationalfarben von Russland und den USA. Eine andere Version gilt für den Zeitraum ab Juli 2006. Hier wurde Reiters Name eingefügt, und die deutschen Farben Schwarz-Rot-Gold erscheinen zwischen den anderen.